# Cryptolepis laxa
Cryptolepis laxa är en oleanderväxtart som beskrevs av Henri Ernest Baillon. Cryptolepis laxa ingår i släktet Cryptolepis och familjen oleanderväxter. Inga underarter finns listade i Catalogue of Life.